# ミニサイクル

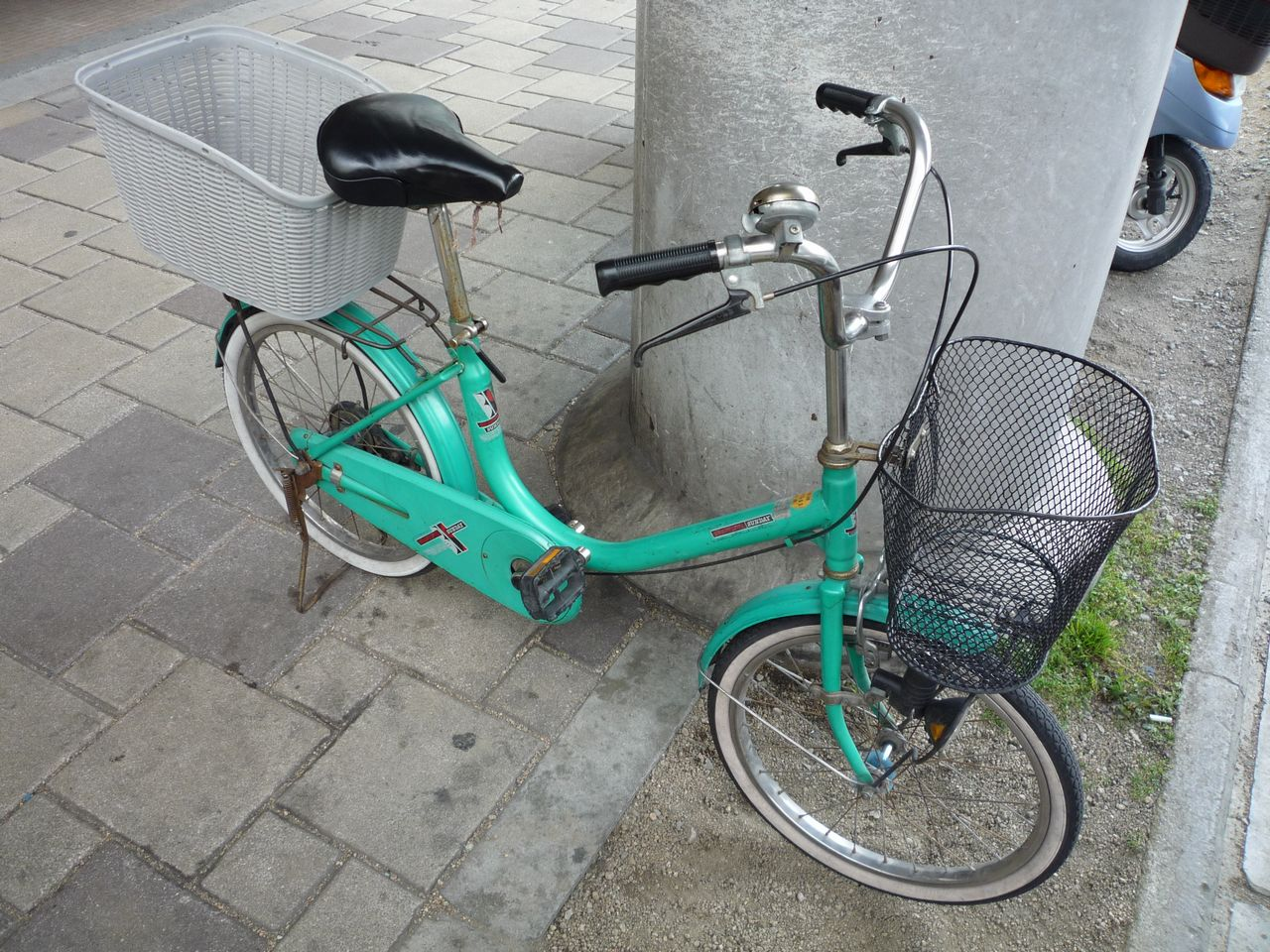
婦人用ミニサイクル 20型（1980年代）

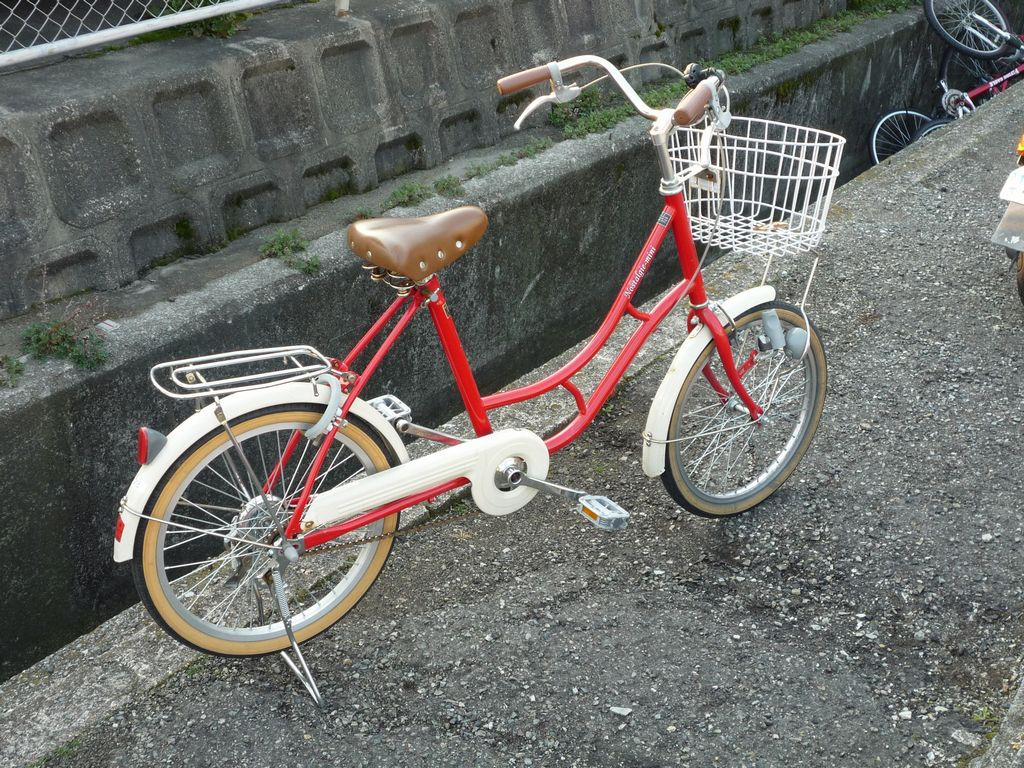
ファッションミニサイクル

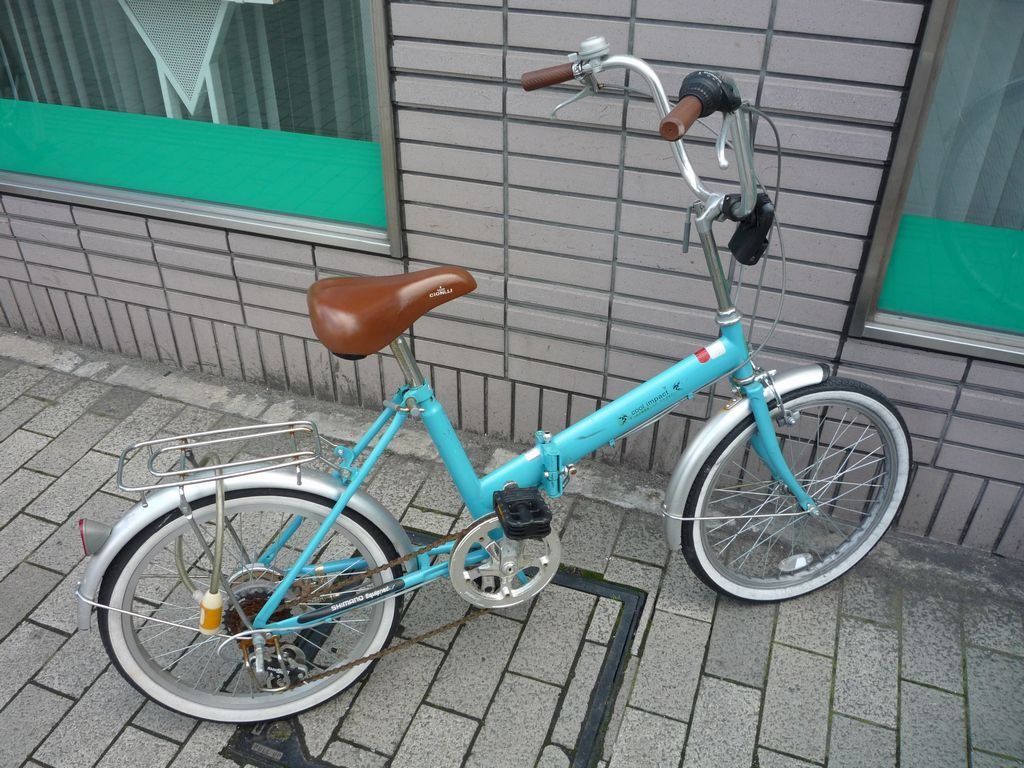
折り畳み機構付きミニサイクル

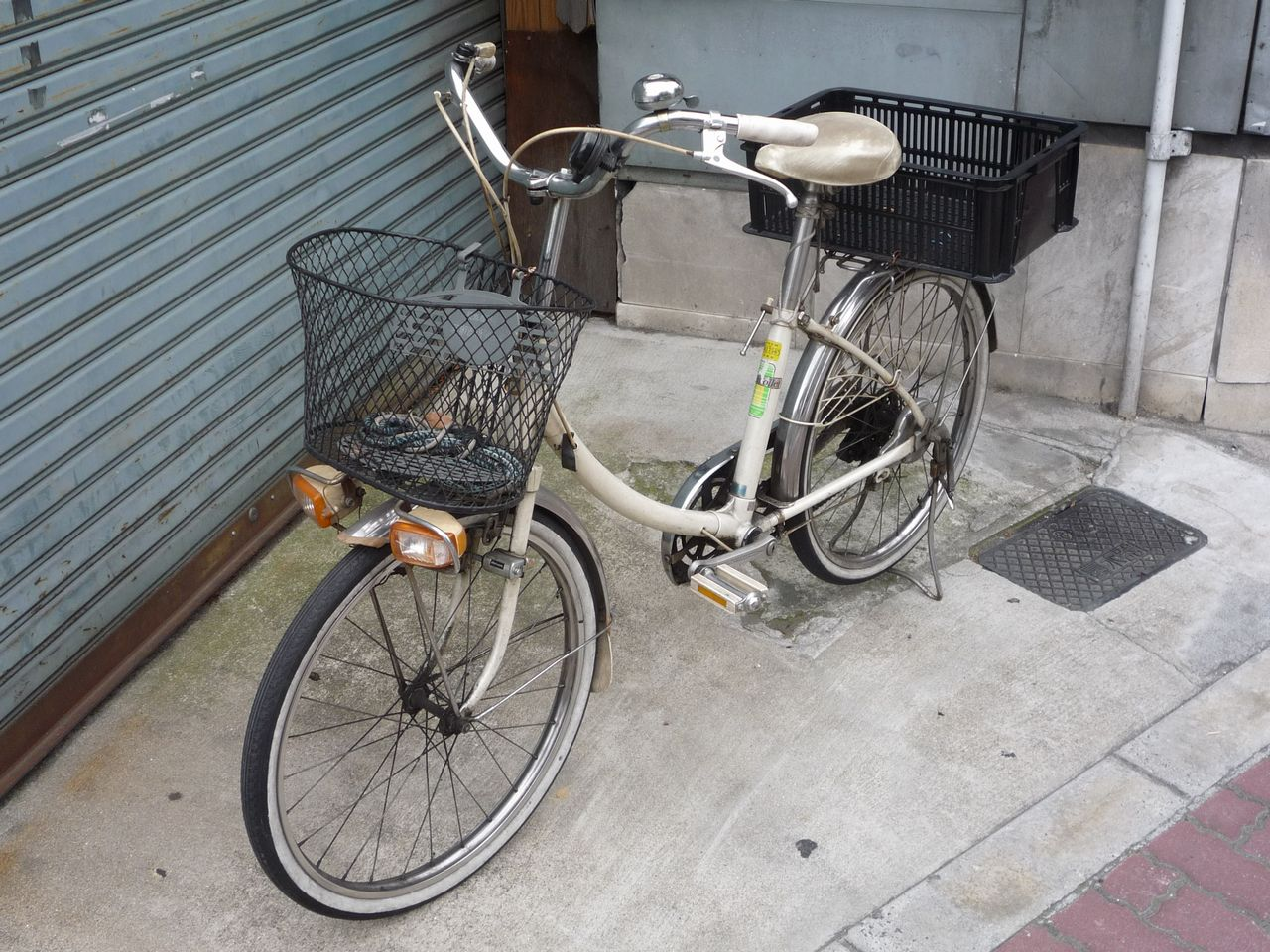
22型（23.5型）のミニサイクル 外装5段変速機付き（1970年代）前カゴは後の時代のもので補修されている

ミニサイクルとは、主に大人が乗車する一般用途向け自転車のうち、通常より小さな径の車輪をもつものを指す。日本でいうミニサイクルは、1960年代後半に登場し、それまでの軽快車を小径化し女性向けに大幅な改良を施したものであり、一般的な小径車・軽快車のいずれからも独立した形式と言える。

## 定義
日本工業規格JIS D 9101-1991（自転車用語）では「日常の交通手段に用いる短距離低速走行用の一般用自転車で、高さの調節範囲が、シートポスト100mm以上、ハンドルステム35mm以上、サドル最大高さが750mmを超え1 100mm以下で、車輪の径の呼び24以下のもの」と規定し、同じ用途に使われる軽快車とは車輪径により区別されている。後のシティサイクルの原形の一つであり、近年の市場占有率の縮小にともない、1995年改正以降のJIS D 9111（自転車 - 分類及び諸元）では、車輪径による区別を廃して従来の軽快車と統合され「シティ車」に区分される。
折り畳み機構の有無は問わないが、現在一般的にはこれを備えないものについていう場合が多い。ただし1960年代から1980年代にかけては、折り畳み機構をもつものもミニサイクルと表記するケースが多かった事実に留意しなければならない。これは当時の折り畳み自転車の市場占有率が低かったために、小径の車輪という共通の特徴をもつミニサイクルと同一の枠で扱われたためである。しかし1990年代半ば頃からの折り畳み自転車の流行によってその市場規模が拡大し、軽快車的用途のミニサイクルとは別に扱われることが多くなった。現行のJIS D 9111:2010（自転車 - 分類及び諸元）では、多くの折り畳み自転車は「コンパクト車」に区分される。
なお折り畳み機構をもたない小径車であっても、主としてスポーツ用途が想定されているものについては、ミニサイクルの名を用いることは稀である。

## 歴史

### 誕生からブーム終焉まで
大量生産されたミニサイクルの始祖というべきものに、1960年代にイギリスで流行を巻き起こしたアレックス・モールトンの考案によるFフレーム各型がある。これをきっかけに欧州市場では、多様な小径車輪の自転車が発表された。いっぽう1960年代中期に生まれた日本型ミニサイクルは、それらとはかなり異なる独自の様式を備えて市場に現われた。これには、当時まだ自転車に馴染みの薄かった主婦を中心とする女性を新規ユーザーとして取り込むことを狙って、従来の軽快車の常識を打ち破る新機軸が幾つも盛り込まれており、それは技術者の自己満足に終わることなく劇的な売れ行きを示して、街角の風景を塗り替えて行った。1968年ごろから急速に生産量を増やしたミニサイクルは、最盛期には国内自転車生産量の三分の一近くを占めるほどであった。
ミニサイクルは、右肩上がりに生産量を増やしたが、1973年をピークに減少に転じ、1980年代を迎える頃には、市場における存在感は大きく失われてしまった。ミニサイクル失速には、諸説あるが、以下の要因はなどが挙げられる。
- 急速な普及により新奇性が失われ飽きられたこと。
- 小径車輪の走行特性の不利。
- ミニサイクルを特徴付けた新機軸が通常車輪の軽快車に取り入れられ、優位性が失われたこと。
- 特に婦人用のものには、小柄な人や高齢者の乗り物というイメージが付いてしまい、若いユーザーに敬遠されるようになったこと。

### 商品性格の変化・そして現在へ
1980年代になると、シンプルでありながら個性的なデザインを備えたカマキリ型自転車などのファッションサイクルの需要が生じてくる。その中で、ありふれた自転車に対する差別化の手段のひとつとして小径の車輪を採用するものが有り、フレームの形状にも意匠を凝らしやすい小径車輪のミニサイクルは、この分野で一定の地位を得ることになる。しかし、個性的であることは普遍性に反することでもあり、もとより自転車界の傍流であるファッションサイクルの、さらに支流であるフッションミニサイクルとでもいうべき車種の存在は、無視できるものではないものの、決して大きくはない。一方1990年代以降、本来の乗り降りの容易さなどの利点をさらに伸ばしたバリアフリータイプの製品が、少数ながら一定の市場を得ている。
そのほか広義のミニサイクルに含まれ得る小径折り畳み自転車の流行が、1990年代の後半ごろから目立つようになり、2000年代を迎えても続いている。

## 初期ミニサイクルの特徴
ミニサイクルには、それ以前の軽快車では一般的でなかった装備が多数有り、その幾つかは後の軽快車全般にも影響を与えている。

### 車輪
ミニサイクルの「ミニ」たるゆえんが、小径のタイヤである。20型は20×1.75HE（リム径406mm）、22型（外径から23.5型とも）は22×1 3/4WO（リム径501mm）サイズのタイヤとなっている。これによって車体設計の自由度が増し、副次的に全長の短縮による取り回しの良さや、心理的圧迫感の低さを得ている。通常の軽快車よりも太いタイヤであることも特徴的であるが、これは太さによるクッション性の増大によって、小径化による乗り心地低下の軽減や、自転車に不慣れなユーザーによるリム打ちパンクの防止を狙ったものである。

### フレーム
車体の背骨と言うべき主パイプ（トップチューブとダウンチューブを兼ねている）に、1本の太い鋼管をU字形などに曲げたものを使用することで、乗降時に大きく足を上げる必要をなくした。スカートをはいた女性への配慮であり、曲線のフォルムも女性的である。これは現在の婦人用シティサイクルのダブルループフレームなどに影響を与えている。またフレーム全体の高さも低いため、座席やハンドルの高さの調整範囲が大幅に広くなり、特に小柄な人から標準体格の人まで、幅広いユーザーに1種類のフレームで対応できる。この発想は、現在のシティサイクルの低床型フレームに影響を与えている。一方で、ダイヤモンド形やそれに近い形のフレームで2本のパイプを用いるところを、1本のパイプにしていることから、外径が太かったり肉厚であったりするパイプを使用して強度を確保せざるを得ない。このためミニサイクルは、車輪径が小さいのに、車重は一般的な軽快車とあまり変わらなくなっている。

### 積載装置
現在のシティサイクルでは常識となった前かごであるが、ミニサイクル登場以前の軽快車では、後付けのオプション装備であった。主婦の日常の買い物を想定しての標準装備化であるが、小径車輪の高さが低いために、カゴ装着のためのスペースが広く取れたことも大きい。同様に後輪上の荷台の高さも低く、重い荷物を高く持ち上げる労力が軽減された。

### 座席
低いフレームに大人の乗車に適した座席高を与えるため、シートポストは長いものとなり、強度の不足を防ぐために太いものとなった。また家庭内での共用などで体格の異なる乗員に素早く対応できるよう、工具を使わず素手で操作できるシートピンが採用された。サドルは従来の前後に長い欧州風の形状を排して短く幅広い形状となり、サドルレール前方のヒンジと後方のコイルばね2本に支持されたサドルベースの上に、ウレタンフォームのクッションを載せ、ビニールレザーの表皮を張った形式が用いられ、これらは現在のシティサイクルにも引き継がれている。

### 操向装置
低いフレームに大人の乗車に適したハンドル高を与えるため、通常より長いハンドルポストと、ハンドルクランプから握りまでの落差を大きく取ったアップハンドルが用いられた。これは後のカマキリハンドルや、婦人用シティサイクルのセミアップハンドルの原型となった。

### 制動装置
アップハンドルとU字フレームの採用は、従来の軽快車では常識であったロッド式ブレーキとの両立を困難にした。またロッド式は重量や製造工数が嵩み、機械的な外観が女性ユーザーの忌避感をも招く危惧があった。そこで、当時はスポーツ車にのみ使われていたワイヤ式ブレーキが用いられた。これにより、前ブレーキはキャリパーブレーキとなった。これも現在のシティサイクルの標準装備となっている。

### 駐車装置
従来の軽快車は、帯状の鋼鉄板をリベットやスポット溶接で組み立てたスタンドが主に用いられていたが、ミニサイクルでは1本の鋼鉄製丸棒を曲げ加工したスタンドが主流となった。このスタンドは断面に角がなく、移動時に後方に突き出す先端部が緩やかな曲線となるため安全性の高いものであり、女性の素足を傷つけない配慮がなされていた。これも現在の婦人用シティサイクルの標準装備となっている。

### 装飾性
初期のミニサイクルに顕著な特徴として、花柄や唐草模様と、明るく淡い色調や鮮やかな原色系メタリックの塗装、ビニール製部品への白の使用など、当時の生活家電や日用雑貨にも共通する、華やかで女性的な装飾が見られた。この傾向は同時進行的に婦人用軽快車でも起こったが、ミニサイクルにおいてより顕著であった。また前かごや荷台を構成する鋼線の取り回しに意匠を凝らし、優美な雰囲気を盛り込んだものもあった。なおミニサイクルの普及につれて、その体格を問わず扱いやすい特性が、成長期の少年をもつ家庭や中高年の男性にも受け入れられるようになり、こうした需要をにらんで、シャープなピンストライプやロゴマークと、精悍な艶消し黒やシックなダーク系メタリック塗装、ビニール製部品への黒の使用など、男性的な装飾を施したものも現れた。やがて直線的な構成をもつフレームや、5段変速などの装備をもつ男性向けミニサイクルが派生していく。
1980年代以降、部分的に過剰な装飾は敬遠されるようになり、装飾性を抑えた日常向けの婦人用ミニサイクルと、全体的な形態に意匠を凝らしたファッションサイクルとに2極化している。